# تجبل اكادي

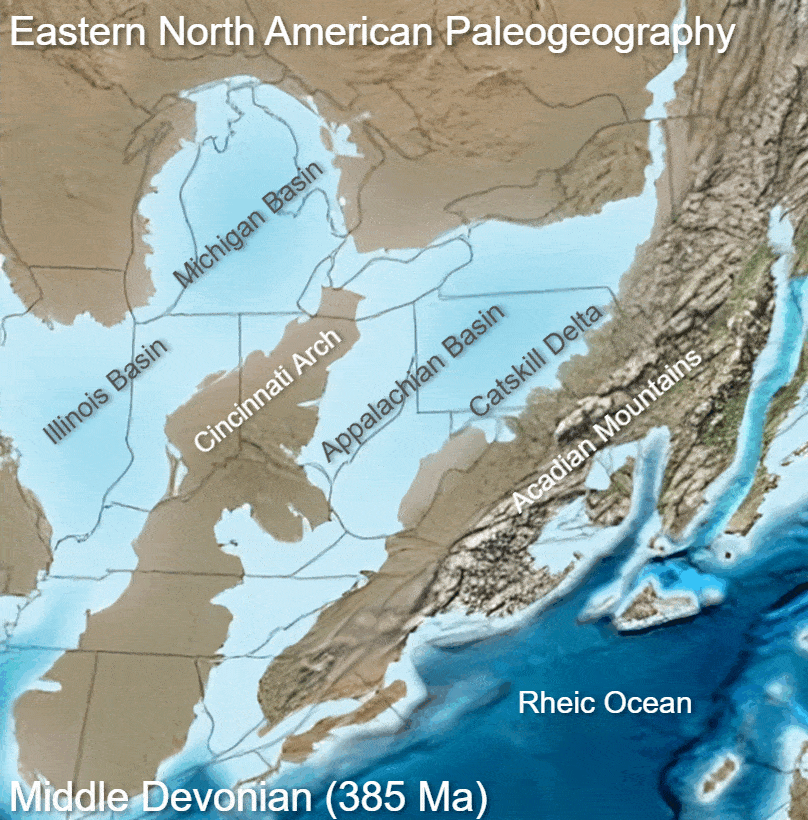

تجبل اكادي أو الحركة الأوروجينية الأكادينية (بالإنجليزية: Acadian orogeny)‏، هي حركة بانية للجبال أثرت على سلسلة جبال الأبالاش  في شرق الولايات المتحدة خلال منتصف العصر الديفوني وتزامنت مع غلق المحيط الأطلنطي الابتدائي أو ما يطلق عليه المحيط الأيبتوسي وبلغت ذروتها في أواخر العصر ذاته. مارست نشاطها حوالي خمسين مليون سنة بدءًا من قبل 375 مليون سنة. إن حركات الأكادين لم تكن فترة حركة واحدة وإنما عصر كامل من الحركات. 